# Авлакоген

Строение рифта Рилфут (Reelfoot, США) в поперечном разрезе

Авлакоген (от греч. áulax — борозда и génos — рождение) — узкая вытянутая в длину впадина, ограниченная разломами, рассекающая фундамент платформы. Размеры: шириной от нескольких десятков до нескольких сотен километров, длиной в сотни или несколько тысяч километров.
Глубокий и узкий грабен в фундаменте древней платформы, перекрытый платформенным чехлом. Представляет собой древний рифт, заполненный осадками.

## Термин
Термин предложен в 1946 году советским тектонистом Н. С. Шатским и стал общепринятым во всём мире. Шатский определил авлакоген как бороздовую сложную структуру между двумя одинаковыми зонами в платформе.

## Строение
Простые авлакогены представляют собой глубокие (с опусканием фундамента иногда до 5—10 км), узкие (от нескольких десятков до первых сотен км) и вытянутые в длину на сотни или первые тысячи км прогибы, ограниченные длительно развивающимися разломами. Могут пересекать всю платформу (сквозные авлакогены) или затухать в её пределах. В результате развития превращаются либо во внутриплатформенные пологоскладчатые зоны (например, Датско-Польский авлакоген), либо в более широкие и пологие впадины — синеклизы (например, Днепровско-Донецкий авлакоген — в Украинскую синеклизу).
Уникальным авлакогеном является Припятский прогиб. Это обширное понижение земной коры сложного строения и генезиса. Особенностью Припятского авлакогена является то, что большую его часть на поверхности занимает долина реки Припять с многочисленными притоками.
Наряду с простыми авлакогенами существуют сложные, состоящие не только из прогибов — грабенов, но и из поднятий — горстов (например, зона Вичиты Северо-Американской платформы). В авлакогенах иногда наблюдаются проявления базальтового вулканизма и нередко накапливаются мощные соленосные толщи.